# Бала (річка)
Бала (фр. Bala корс. Bala) — річка Корсики (Франція). Довжина 13,3 км, витік знаходиться на висоті 960 метрів над рівнем моря на схилах пагорба-гори Пунта ді Гунчу (Punta di Giuncu) (1058 м). Впадає в річку Стабяччю на висоті 7 метрів над рівнем моря.
Протікає через комуни: Сотта, Порто-Веккіо і тече територією департаменту Південна Корсика та кантонами: Фігарі (Figari), Порто-Веккіо (Porto-Vecchioe)